# Opus 12 (album)
Albums de Jay Chou
Exclamation Mark
(2011) Aiyo, Not Bad
(2014)
Opus 12 (12新作) est le douzième album studio du chanteur taïwanais Jay Chou, sorti le 28 décembre 2012 par JVR Music.
L'album a été nommé pour quatre Golden Melody Awards et 65 000 copies vendues à Taïwan.

## Liste des chansons
| 1.    | Four Seasons Train (四季列車 - Sìjì lièchē)                                           | 2:40 |
| 2.    | Sign Language (手語 - Shou yu)                                                        | 4:48 |
| 3.    | Eunuch with a Headache (公公偏頭痛 - Gong gong pian tou teng)                         | 3:03 |
| 4.    | Obviously (明明就 - Ming ming jiu)                                                    | 4:18 |
| 5.    | Giggle (傻笑 - Xia xiao, avec Cindy Yen)                                              | 4:50 |
| 6.    | A Larger Cello (比較大的大提琴 - Bijiao dade datiqin, avec Lara Vernonin & Gary Yang) | 4:12 |
| 7.    | No Difference in Loving You (愛你沒差 - Ai ni mei cha)                                | 4:41 |
| 8.    | Hong-Chen Inn (紅塵客棧 - Hongchen keqian)                                            | 4:35 |
| 9.    | Dream Initiated (夢想啟動 - Mèngxiǎng qǐdòng)                                         | 3:25 |
| 10.   | Big Ben (大笨鐘 - Da ben zhong)                                                       | 4:02 |
| 11.   | You are Everywhere (哪裡都是你 - Nali dou shini)                                      | 4:39 |
| 12.   | Ukulele (烏克麗麗 - Wuke lili)                                                        | 2:55 |
| 48:08 |                                                                                       |      |